# Llet crua

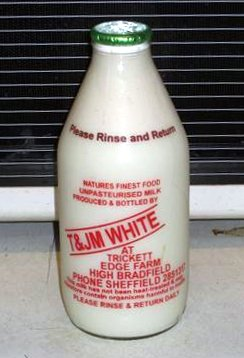
Una ampolla de llet crua. Al text del recipient s'hi adverteix que no ha estat tractada i que per tant pot contenir organismes perillosos per a la salut.

La llet crua és aquella llet que no ha passat cap procés de pasteurització o d'homogeneïtzació per tal de fer-la potable. Per aquesta raó el consum de llet crua suposa un risc important per la salut i està totalment desaconsellat per la comunitat mèdica.

## Propietats microbiològiques
La llet acabada de munyir és un substrat ideal per un gran nombre de gèneres bacterians, alguns dels quals són perjudicials per l'ésser humà, que provoquen diverses modificacions de l'aliment i les seves propietats. Els principals són els que es mostren a continuació, tot i que se'n poden trobar molts d'altres:
| Tipus de bacteri | Efectes sobre l'aliment | Condicions necessàries per la seva activació o desenvolupament |
| ---------------- | --- | --- |
| Làctics          | Són els bacteris que converteixen la lactosa en àcid làctic mitjançant la fermentació làctica. Alguns, com Lactobacillus bulgaricus, poden causar una alteració en la consistència que pot espessir la llet, pas principal per elaborar iogurt. Fa que augmenti l'acidesa i que el pH baixi a 4,5. | Necessiten temperatures o bé ambientals o bé més elevades. A temperatures ambientals es genera un cultiu làctic i pot trigar fins a dos dies; aplicant un escalfament, el procés es fa més ràpid. |
| Propiònics       | Generen un alliberament de diòxid de carboni (CO₂). Actuen sobre les traces d'àcid propiònic de la llet per generar àcid acètic. Poden generar un excés bombollejant sobre la llet i donar una olor massa àcida. | Necessiten temperatures de 24 °C per tal de començar a actuar. |
| Butírics         | Generen coàguls grassos a la llet no acidificada. L'alteració del greix pot causar una sor no desitjada. | Necessiten una acidesa baixa i un pH superior a 6,8. |
| Patògens         | Alteren totes les propietats. L'acidesa disminueix, el pH esdevé bàsic, es produeix una separació irregular dels greixos i de la caseïna (la llet es «tria», quan es desfà, es descompon, perd la seva cohesió líquida i es resol en grumolls) i l'olor es fa pudent. La seva presència, com la de coliformes, pot indicar contaminació fecal. Produeixen un alliberament de CO₂ i diòxid de nitrogen (NO₂). Generen bombolles grans i la llet sembla efervescent. | Necessiten temperatures de 37 °C i una baixa acidesa. Habitualment, la llet no refrigerada experimenta aquests canvis.                                                                            |

## Impacte sobre la salut
Entre les principals malalties que pot causar el consum de llet crua s'hi troben la listeriosi, la meningitis, la salmonel·la i la brucel·losi, tot i que en pot causar moltes més. Per aquesta raó el consum de llet crua està totalment desaconsellat, especialment entre els infants, les dones embarassades i els ancians, si no és que es fermenta. La llet fermentada amb quefir conserva tots els microorganismes bons (probiòtics), perquè el quefir es limita a eliminar els patògens.